# Ammophila koppenfelsii
Ammophila koppenfelsii es una especie de avispa del género Ammophila, familia Sphecidae.

## Taxonomía
Fue descrito por primera vez en 1880 por Taschenberg.